# Antal Szendey
Antal Szendey (født 7. marts 1915 i Budapest, død 6. maj 1994 smst.) var en ungarsk roer.

## Rokarriere
Szendey begyndte at ro sammen med en skolekammerat i 1934 som 19-årig, og de var begge med til først at blive europamestre i den ungarske otter i 1935 og deltog derpå i samme båd ved OL 1936 i Berlin, hvor de blev nummer fem. Derpå var han med til at vinde EM-bronze i firer uden styrmand i 1937, samt vinde EM-sølv i otteren i 1938.
Efter anden verdenskrig begyndte han at ro toer med styrmand sammen  med Béla Zsitnik og forskellige styrmænd; de blev europamestre i denne båd i 1947. Året efter ved OL 1948 i London, hvor deres styrmand var Róbert Zimonyi, blev de sidst i deres indledende heat, men vandt derpå opsamlingsheatet, hvilket sendte dem i finalen. Her var den danske båd bedst og vandt guld, mens italienerne vandt sølv foran ungarerne, der dermed fik bronze, den første ungarske OL-medalje i roning nogensinde.
Gennem sin karriere vandt Szendey tolv ungarske mesterskaber i forskellige bådtyper.

## Øvrige karriere
Under krigen var Szendey reserveofficer og blev i 1945 taget som krigsfange af franskmændene.
Efter afslutningen af sin aktive rokarriere arbejdede han som træner for forskellige ungarske roklubber.

## OL-medaljer
- 1948:  Bronze i toer med styrmand